# Luciana León
Luciana León León Romero (Lima, 30 giugno 1978) è una politica peruviana. Fa parte del partito APRA. È la figlia di Rómulo León Alegría, un noto politico in Perù.  Nell'elezione del 2011 è stata rieletta per altri cinque anni come uno dei soli quattro legislatori di APRA rimasti al Congresso.